# Mercat d'Abastos de Santiago de Compostel·la
El Mercat d'Abastos o Praza de Abastos de Santiago de Compostel·la és un mercat de productes frescos com formatges, carns, peixos, mariscs o verdures situat al centre històric de la capital gallega, concretament al barri d'Altamira. És el lloc més visitat de la ciutat després de la catedral de Sant Jaume.
L'actual instal·lació, dissenyada per l'arquitecte Joaquín Vaquero Palacios i que segueix «els gustos estètics neoromànics del nou règim», va substituir el desaparegut Mercado da Cidade, que havia estat enderrocat quatre anys abans, el 1937. La funció comercial de la zona es remunta al segle XVIII. La construcció del primitiu mercat es va projectar l'any 1870 i es va concloure el 1874, mentre que les obres de l'actual van començar el 1938 i van acabar el 1945. Es troba al costat de l'església de San Fiz de Solovio.